# Forêts des Mascareignes
Localisation
Les forêts des Mascareignes forment une écorégion du World Wide Fund for Nature qui recouvre les Mascareignes, archipel du sud-ouest de l'océan Indien. Le WWF ne reconnait pour ces îles qu'un seul biome de forêts de feuillus humides tropicales et subtropicales. Cependant, il y existe plusieurs autres types de biomes, qui sont très distinguables comme celui de la savane à l'ouest de La Réunion.

## Contexte historique
Les îles Mascareignes, La Réunion, Maurice et Rodrigues sont situées le long d'une crête submergée dans l'ouest de l'océan Indien, sur le plateau tectonique de Seychelles-Maurice, situées de 640 à 800 kilomètres à l'est de Madagascar. Les Trapps du Deccan, les Maldives, les Seychelles, Maurice et la Réunion se sont formées à partir d'un phénomène volcanique, né du point chaud de La Réunion. Rodrigues, plus à l'est se trouve sur le point triple éponyme à la jonction de trois plaques tectoniques.
Rodrigues est plus âgée que Maurice qui a environ 700 Ma qui est elle-même plus âgée que La Réunion qui a entre 2 et 3 Ma. Il en résulte une plus grande érosion sur Rodrigue que sur Maurice et a fortiori que sur La Réunion. Les îles des Mascareignes comportent encore toutes des zones de montagnes. Seule la Réunion dispose encore d'un volcan actif. Des falaises plus ou moins abruptes sont visibles sur ces îles. Les sols sont en majorité composés de latérites à divers stades de formation en fonction de l'âge du matériau volcanique.
Les îles des Mascareignes sont très longtemps restées isolées, du fait de leur naissance au milieu de l'océan, aussi les espèces qui s'y sont implantées, devenue endémiques au fil du temps, sont issues de peu d'espèces originales, exception faite des oiseaux. Bon nombre d'espèces végétales viennent de points très lointains à l'est, quelques-unes de Madagascar à l'ouest, voire du continent. La faune et la flore s'est fortement modifiée à partir de l'arrivée des premiers colons au XVIe siècle s'accompagnant de l'extinction de nombreuses espèces animales et végétales dont la plus emblématique reste le dronte. Beaucoup d'espèces endémiques des Mascareignes sont toujours gravement menacées d'extinction.
Plusieurs petites îles entourent Maurice, dont l'Île Ronde qui dispose d'une faune reptilienne assez particulière.

## L'influence climatique
Le climat est tropical, avec des différences de pluviométrie notables en fonction de l'exposition aux vents dominants et des différences de températures en fonction de l'altitude. L'absence de gros insectes est imputé à la présence de cyclones tropicaux.

## L'environnement
On y trouve un grand nombre de biomes, allant de zones humides, à la mangrove en passant par les forêts tropicales sèches, les forêts tropicales humides, les forêts de nuage, la savane à La Réunion, les forêts de palmiers. La plupart de la végétation d'origine est maintenant détruite même si plusieurs zones ont été reboisées à La Réunion, qui atteint en 2000 40 % de couverture forestière. Une grande partie des formations végétales originelles sont menacées par les espèces introduites. Les principales familles de plantes originellement présente appartiennent aux familles de Sapotaceae, Ebenaceae, Rubiaceae, Myrtaceae, Clusiaceae, Lauraceae, Burséracées, Euphorbiaceae, Sterculiaceae, Pittosporaceae, et Celastraceae. Près de 600 espèces animales sauvages sont présentes dans l'archipel, la plupart étant des oiseaux, les mammifères et reptiles étant rares, du fait de l'isolement des îles. L'endémisme tant végétal qu'animal sur les îles est très marqué. 60 % des plantes à fleurs de la Réunion sont endémiques de l'île, 30 % le sont des Mascareignes et 10 % de ce type de plantes se retrouvent également en dehors de La Réunion. Maurice compte 188 espèces animales, 29,3 % sont endémiques et 11,2 % sont menacés, elle dispose de au moins 750 espèces de plantes vasculaires, dont 43,3 % sont endémiques. En revanche, le milieu marin ne marque pas d'endémisme particulier.
Chaque île possède des spécificités, comme la présence de forêt de bois de couleurs dans les bas de La Réunion ou de forêts sèche de tamarins dans Les Hauts.

### L'endémisme
| Flore endémique des Mascareignes                                                                  | Faune endémique des Mascareignes                                                                  |
| ------------------------------------------------------------------------------------------------- | ------------------------------------------------------------------------------------------------- |
| - Flore endémique de La Réunion - Flore endémique de l'île Maurice - Flore endémique de Rodrigues | - Faune endémique de La Réunion - Faune endémique de l'île Maurice - Faune endémique de Rodrigues |

Liste des arbres et arbustes indigènes de La Réunion

### Situation à La Réunion
L'environnement à La Réunion dispose d'une politique de protection et de reboisement des forêts. Cependant la biodiversité de ces forêts a tendance à diminuer. Il existe environ 47 000 ha de forêt primaire, 34 000 de forêt dite dégradée et 10 000 ont été reboisés, principalement dans les Hauts. Les forêts de bois de couleurs ont été fortement dégradées et réduites à de petites parcelles. Un dysfonctionnement affecte depuis 1920 les jeunes plantations de filaos, arbre non endémique malgré l'attachement que les Réunionnais lui portent, un plan de rénovation a été mise en place de façon à remplacer cette essence par d'autres capable aussi de résister au souffles des cyclones comme Acacia auriculiformis, Azadirachta indica, Eucalyptus camaldulensis, Corymbia citriodora, Grevillea robusta, Khaya senegalensis et Senna siamea,. La présence de Coelosterna scabrator, un coléoptère foreur est un facteur aggravant le dépérissement observé.

#### Utilisation du bois
Le bois est assez peu utilisé du fait de la volonté de protéger les forêts. Il est utilisé aujourd'hui pour la marqueterie, la fabrication traditionnel de bardeau, la production de feux pour les activités gastronomiques traditionnelles. Il n'en a pas toujours été de même, les bois de fer et Arbre de fer ont été largement utilisés par la construction navale. Des forêts de Filao, ont été plantées, au détriment des forêts originales mais aussi pour fixer les dunes, son bois n'est utilisé aujourd'hui que pour le chauffage.

### Situation à Maurice
En 2008, 37 000 ha sur le territoire de la République mauricienne composé de plusieurs îles, dont Rodrigues, soit 18,2 % du territoire reste boisé. La biodiversité de ces zones boisées est, depuis l'arrivée de l'homme, complètement dégradée puisqu'il ne reste plus du tout de forêt primaire sur le territoire. La proportion de forêt tend même à se réduire puisque Maurice a perdu 5,1 % de son couvert forestier, soit environ 2000 hectares entre 1990 et 2005. De même, elle a perdu sur la même période près de 10 % de son couvert végétal naturel. Selon l'UICN, sur 194 espèces d'arbres indigènes, 41 sont en danger critique d'extinction, 14 en danger et 9 vulnérables.

#### Utilisation du bois
La situation économique pousse les mauriciens à utiliser le bois poussant sur leur territoire. 8 000 m3 de bois rond à destination industrielle sont extraits tous les ans, 6 000 m3 sont extraits comme bois de chauffage.